# فيكتور غونزاليس
فيكتور غونزاليس (بالإسبانية: Víctor González Reynoso)‏ هو عارض وممثل مكسيكي، ولد في 10 سبتمبر 1992 في المكسيك.

## وصلات خارجية
- فيكتور غونزاليس على موقع IMDb (الإنجليزية)
- فيكتور غونزاليس على موقع قاعدة بيانات الفيلم (الإنجليزية)